# 小水鼠屬
小水鼠屬（小水鼠）（学名：Microhydromys），哺乳綱、囓齒目、鼠科的一屬，而與小水鼠屬（小水鼠）同科的動物尚有巢鼠屬（巢鼠）、柔毛鼠屬（緬甸柔毛鼠）、兔形鼠屬（金背兔形鼠）、裸尾鼠屬（細裸尾鼠）等之數種哺乳動物。

## 下属物种
本属包括以下物种：
- Microhydromys argenteus Helgen, Leary & Aplin, 2010
- 馬瑟小水鼠 Microhydromys musseri
- 小水鼠 Microhydromys richardsoni Tate & Archbold, 1941